# Lastras de Cuéllar
Lastras de Cuéllar es un municipio y localidad española al norte de la provincia de Segovia, en la comunidad autónoma de Castilla y León. Está situado a medio camino de los principales centros económicos de la misma: Cantalejo, Cuéllar y Segovia; además, dentro de su término se localizan los despoblados de San Esteban, La Serreta y Santa María de Salcedón.
Atraviesa su término el río Cega creando a lo largo de sus riberas un paraje de alisos, abedules, vergueras y pinos albares. Posee un conjunto lacustre de especial interés formado por las lagunas del Carrizal y la Tenca.

## Geografía

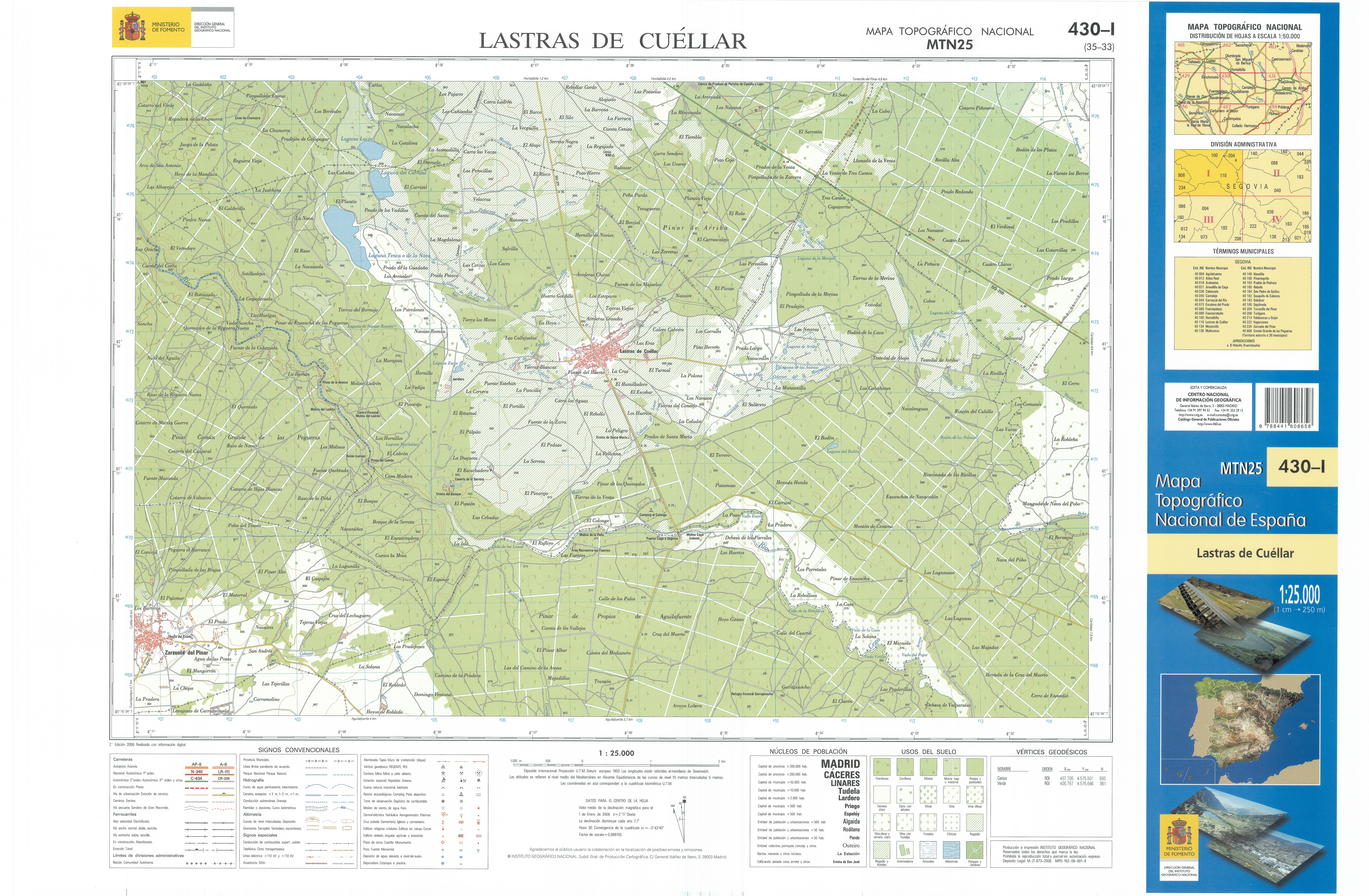
Fragmento de la hoja 430 del Mapa Topográfico Nacional de España de 2008 en el que se representa Lastras de Cuéllar

La localidad de Lastras de Cuéllar se encuentra situada en la zona central de la península ibérica, en el extremo norte de la provincia de Segovia, tiene una superficie de 65,42 km², y sus coordenadas son 41°17′50″N 4°06′27″O / 41.29722, -4.10750.
| Noroeste: Cuéllar            | Norte: Hontalbilla | Noreste: Fuentidueña |
| Oeste: Cuéllar               |                    | Este: Cantalejo      |
| Suroeste: Zarzuela del Pinar | Sur: Aguilafuente  | Sureste: Cabezuela   |

### Clima
El clima de Lastras de Cuéllar es mediterráneo continentalizado, como consecuencia de la elevada altitud y su alejamiento de la costa, sus principales características son:
- La temperatura media anual es de 11,40 °C con una importante oscilación térmica entre el día y la noche que puede superar los 20 °C. Los inviernos son largos y fríos, con frecuentes nieblas y heladas, mientras que los veranos son cortos y calurosos, con máximas en torno a los 30 °C, pero mínimas frescas, superando ligeramente los 13 °C. El refrán castellano "Nueve meses de invierno y tres de infierno" lo caracteriza a la perfección.
- Las precipitaciones anuales son escasas (423,10 mm) pero se distribuyen de manera relativamente equilibrada a lo largo del año excepto en el verano que es la estación más seca (64,40 mm). Las montañas que delimitan la meseta retienen los vientos y las lluvias, excepto por el oeste, donde la ausencia de grandes montañas abre un pasillo al océano Atlántico por el que penetran la mayoría de las precipitaciones que llegan a Lastras de Cuéllar.

| Precipitaciones por estación (mm) |        |        |          |        |
| Primavera                         | Verano | Otoño  | Invierno | TOTAL  |
| 128,50                            | 64,40  | 111,40 | 118,70   | 423,10 |

En la clasificación climática de Köppen se corresponde con un clima Csb (oceánico mediterráneo), una transición entre el Csa (mediterráneo) y el Cfb (oceánico) producto de la altitud. A diferencia del mediterráneo presenta un verano más suave, pero al contrario que en el oceánico hay una estación seca en los meses más cálidos.
| Parámetros climáticos promedio de Lastras de Cuéllar en el periodo 1970-1999                                                             | Parámetros climáticos promedio de Lastras de Cuéllar en el periodo 1970-1999 | Parámetros climáticos promedio de Lastras de Cuéllar en el periodo 1970-1999 | Parámetros climáticos promedio de Lastras de Cuéllar en el periodo 1970-1999 | Parámetros climáticos promedio de Lastras de Cuéllar en el periodo 1970-1999 | Parámetros climáticos promedio de Lastras de Cuéllar en el periodo 1970-1999 | Parámetros climáticos promedio de Lastras de Cuéllar en el periodo 1970-1999 | Parámetros climáticos promedio de Lastras de Cuéllar en el periodo 1970-1999 | Parámetros climáticos promedio de Lastras de Cuéllar en el periodo 1970-1999 | Parámetros climáticos promedio de Lastras de Cuéllar en el periodo 1970-1999 | Parámetros climáticos promedio de Lastras de Cuéllar en el periodo 1970-1999 | Parámetros climáticos promedio de Lastras de Cuéllar en el periodo 1970-1999 | Parámetros climáticos promedio de Lastras de Cuéllar en el periodo 1970-1999 | Parámetros climáticos promedio de Lastras de Cuéllar en el periodo 1970-1999 |
| Mes | Ene.                                                                         | Feb.                                                                         | Mar.                                                                         | Abr.                                                                         | May.                                                                         | Jun.                                                                         | Jul.                                                                         | Ago.                                                                         | Sep.                                                                         | Oct.                                                                         | Nov.                                                                         | Dic.                                                                         | Anual                                                                        |
| --- | ---------------------------------------------------------------------------- | ---------------------------------------------------------------------------- | ---------------------------------------------------------------------------- | ---------------------------------------------------------------------------- | ---------------------------------------------------------------------------- | ---------------------------------------------------------------------------- | ---------------------------------------------------------------------------- | ---------------------------------------------------------------------------- | ---------------------------------------------------------------------------- | ---------------------------------------------------------------------------- | ---------------------------------------------------------------------------- | ---------------------------------------------------------------------------- | ---------------------------------------------------------------------------- |
| Precipitación total (mm) | 35.20                                                                        | 39.00                                                                        | 25.20                                                                        | 44.40                                                                        | 58.90                                                                        | 34.30                                                                        | 15.10                                                                        | 15.00                                                                        | 27.30                                                                        | 43.30                                                                        | 40.80                                                                        | 44.50                                                                        | 423.10                                                                       |
| Fuente: Ministerio de Agricultura, Alimentación y Medio Ambiente. Datos de precipitación para el periodo 1970-1999 en Lastras de Cuéllar |                                                                              |                                                                              |                                                                              |                                                                              |                                                                              |                                                                              |                                                                              |                                                                              |                                                                              |                                                                              |                                                                              |                                                                              |                                                                              |

## Historia

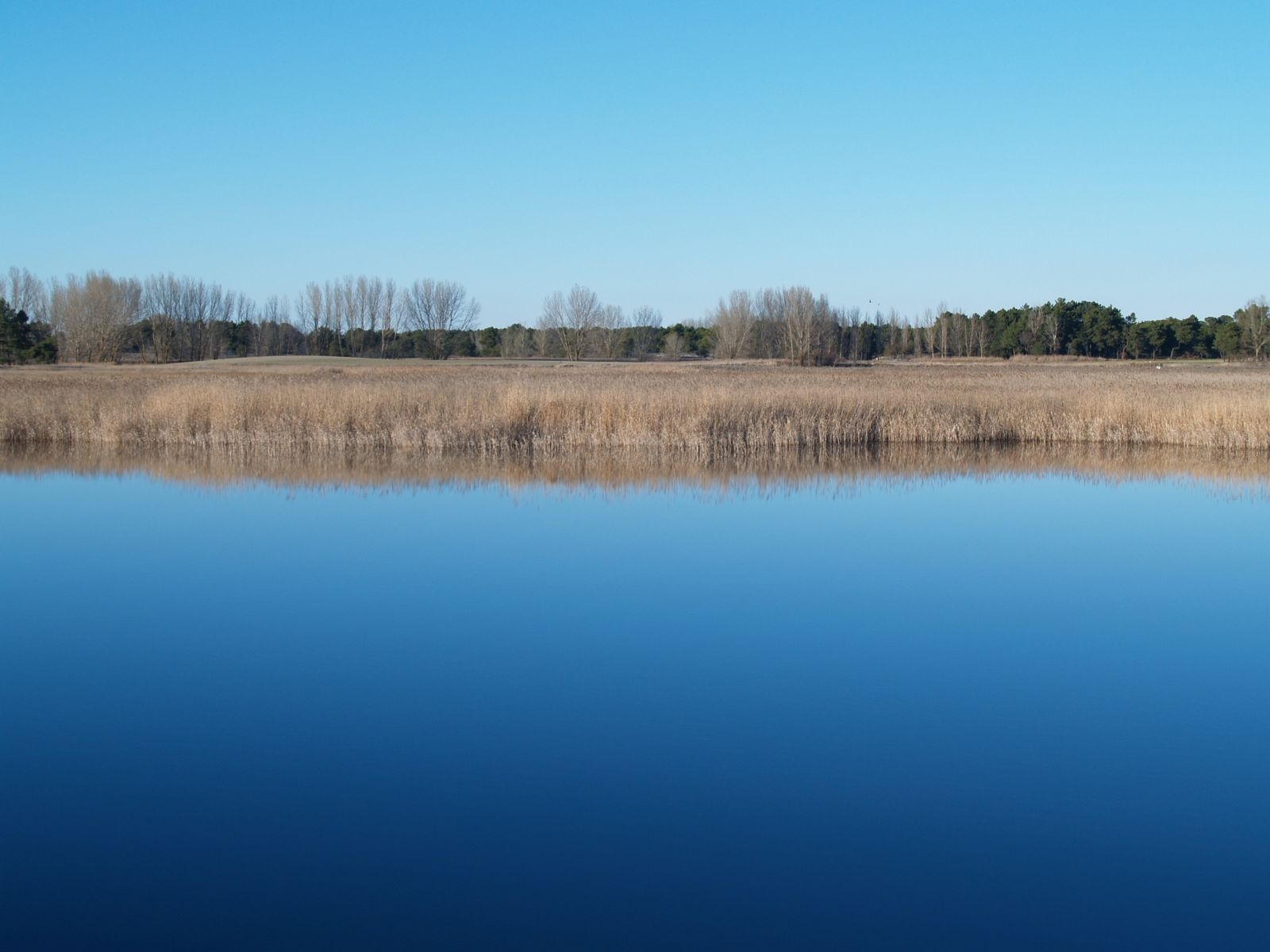
Laguna del Carrizal

Tiene su origen a partir del siglo XII, al igual que el resto de núcleos poblados pertenecientes a la Comunidad de Villa y Tierra de Cuéllar surgidos tras la repoblación de Cuéllar, y fue denominado hasta el siglo XIX únicamente como La Lastra, pasando después a adoptar su actual denominación.
A mediados del siglo XIX, Pascual Madoz en su diccionario dijo que disponía de ayuntamiento, constaba de unas 150 casas distribuidas en varias calles y articuladas respecto a una plaza. Además, poseía una escuela, dos ermitas y una iglesia parroquial. Su población era de 135 vecinos, que producían cereales y legumbres, además de ganado vacuno, lanar y caballar.

## Demografía
Cuenta con una población de 307 habitantes (INE 2024).
| Gráfica de evolución demográfica de Lastras de Cuéllar entre 1842 y 2021                                              |
| |
| Población de derecho según los censos de población del INE. Población de hecho según los censos de población del INE. |

La población de la localidad de Lastras de Cuéllar está muy lejos de los 1456 que llegó a alcanzar a mediados del siglo XX. Debido al éxodo rural, muchos de sus habitantes emigraron a otras regiones de España, siendo estas preferentemente Cataluña, País Vasco y las ciudades de Madrid y Valladolid.[cita requerida]

## Símbolos
El escudo heráldico que representa al municipio se blasona de la siguiente manera:

«Escudo medio y partido. Primero de gules, alférez real con pendón gironado de plata. Segundo de plata, dragón de sinople. Tercero de azur, puente de un arco de piedra mazonado en sable y lastra (losa) en palo. Al timbre, corona de marqués.»
Boletín Oficial de Castilla y León nº 200/1991 de 17 de octubre de 1991

## Administración y política
| Periodo   | Nombre                            | Partido |
| --------- | --------------------------------- | ------- |
| 1979-1983 | José María Arribas Arranz         | UCD     |
| 1983-1987 | Ángel Martín García               | PSOE    |
| 1987-1991 | Eduardo Ricardo Herrero Matarranz | PSOE    |
| 1991-1995 | María Victoria Avial Arribas      | PP      |
| 1995-1999 | María Victoria Avial Arribas      | PP      |
| 1999-2003 | Ángel Efrén Martín Cabrero        | PSOE    |
| 2003-2007 | Ángel Efrén Martín Cabrero        | PSOE    |
| 2007-2011 | María Victoria Avial Arribas      | PP      |
| 2011-2015 | María Victoria Avial Arribas      | PP      |
| 2015-2019 | Andrés García Sanz                | AE      |
| 2019-2023 | Andrés García Sanz                | Cs      |
| 2023-act. | Urbano Fernández Herrero          | PP      |

## Patrimonio

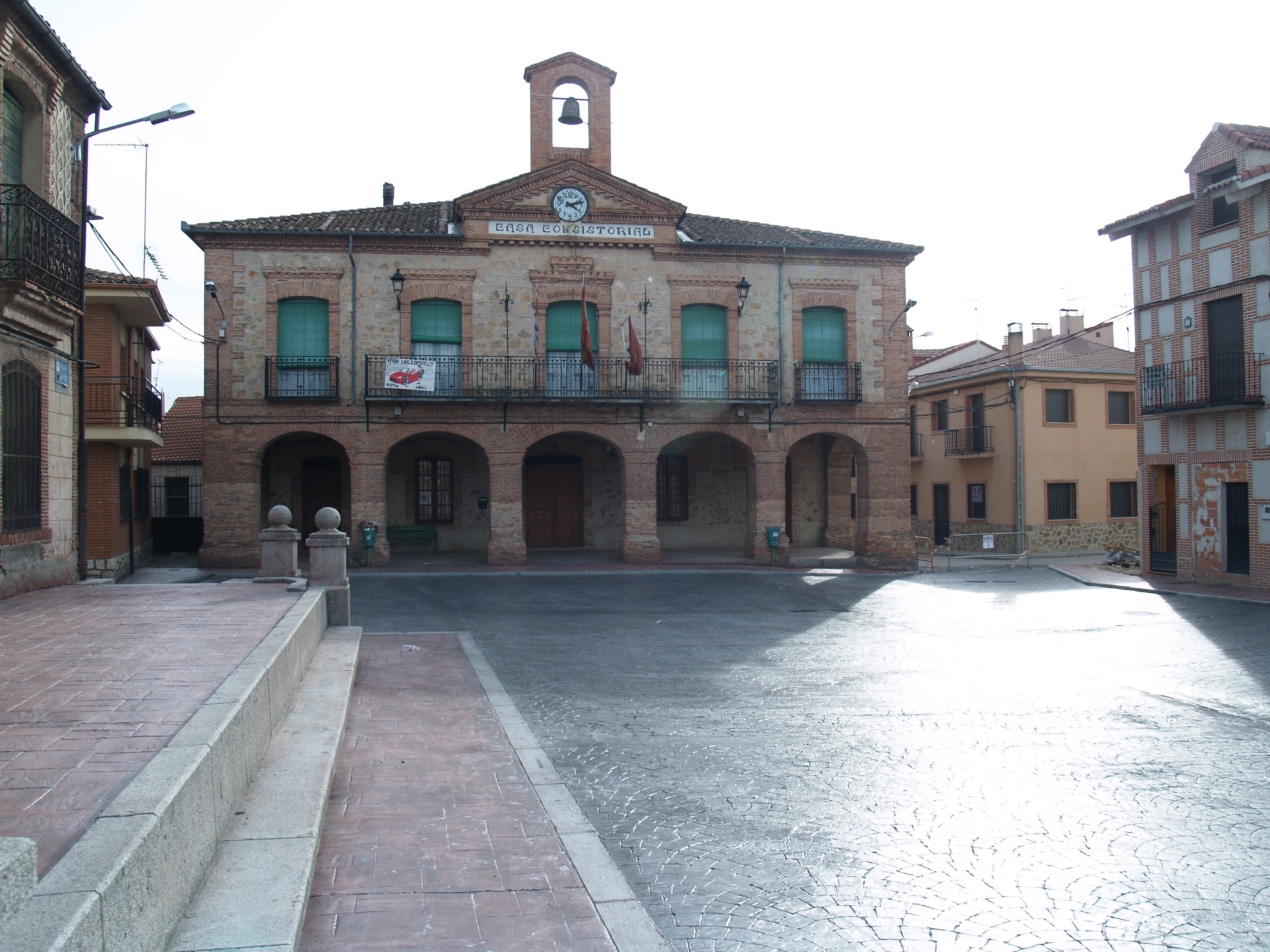
Plaza mayor y casa consistorial

En el centro del municipio se localiza la iglesia de Santa María Magdalena, edificio de una sola nave con yeserías barrocas, del mismo estilo que su retablo mayor. Además, retiradas del núcleo urbano se localizan dos ermitas, la del Humilladero y la de Nuestra Señora de Salcedón, esta última perteneciente al despoblado de su nombre, y que alberga en su interior un retablo renacentista del conocido maestro de Sacedón, que debe su nombre a esta obra.
Cerca del pueblo se localiza La Serreta, un bosque dedicado a la caza durante siglos, donde Beltrán de la Cueva primer duque de Alburquerque construyó un palacio en el siglo XV que todavía se conserva; en la actualidad sigue existiendo actividad en la finca, frecuentada por el rey Juan Carlos I y considerada una de las fincas de caza más antiguas de España. Cercana al palacio, se conserva otra pequeña ermita, que perteneció en su tiempo al despoblado de su nombre.
Sus fiestas mayores son el día 8 de septiembre en honor de la Natividad de Nuestra Señora.
Celebra también otras fiestas menores: 
El lunes de la Pascua de Pentecostés, 50 días después de la Semana Santa, se celebra la Romería de la Virgen de Sacedón. Cada año se nombran 2 parejas de mayordomos que son los encargados de cuidar la ermita durante todo el año y de organizar la romería. La Virgen sobre su carroza de ruedas empujada por los mayordomos y vestida con sus mejores galas sale de la iglesia de la Magdalena donde la han llevado una semana antes los mayordomos y todos los vecinos del pueblo que han querido acompañarles y donde llevan rezándola novenas cada día por la tarde; entre campanadas y a la puerta de la iglesia, presencia el primero de los paloteos que los danzantes ataviados con los trajes tradicionales bailan al son de las dulzainas; antiguamente sólo danzaban hombres, ya que a las mujeres ni siquiera se las permitía bailar una jota delante de la Virgen, pero hoy en día el grupo de paloteos está formado por hombres y mujeres que danzan juntos y dan más vistosidad a la fiesta. Así comienza una larga procesión en la que la Virgen avanza lentamente detenida por la gente que baila jotas delante de ella y por los paloteos que se van bailando hasta llegar a la puerta de la ermita situada a 1 km del pueblo donde se baila la última danza, la contradanza, y donde los danzantes forman un arco por el que pasa la Virgen para entrar a su ermita donde esperará hasta el próximo año que vuelvan a buscarla.
En el campo artesano ha destacado a lo largo de su historia la actividad alfarera.

## Virgen de Salcedón

### Nombre
El origen de su nombre no conocemos exactamente en qué contexto aparece, y no tenemos fuentes directas que hablen de cuando fue realizada dicha talla, sabemos que el despoblado de Salcedón (que veneraba esta imagen y se estableció en torno a su ermita) aparece mencionado en el fuero de Sepúlveda (un texto realizado en 1076 por Alfonso VI de León y ratificado en 1305 por el rey Fernando IV de Castilla)
Podría derivar del vocablo latino salictum. Esta hipótesis de defiende sobre dos pilares; por un lado, la propia palabra mediante las leyes de evolución fonética del latín pudo derivar desde este término culto hasta el término coloquial Salcedón que conocemos hoy:
Salictum> término latino
Salictun	> la “m” final cae y cambia a “n”
Salicton> la “u” final cierra en “o”
Salciton> la vocal “i” tónica breve cambia de posición y se une el grupo consonántico “lc”
Salceton> la vocal “i” tónica breve pasa a “e”
Salcedon> la oclusiva sorda “t” tiende a convertirse en “d”
Por otro lado, dentro de un análisis más propio de las ciencias sociales, el vocablo latino al que nos referimos significa “sacedal”, “lugar de sauces” e incluso un “lugar húmedo”. Esta descripción teóricamente vendría a denominar el lugar en que la imagen de la virgen se apareció, lo cual coincide con la descripción real del lugar donde se levanta la ermita, puesto que próximo a la misma existe un gran prado con algunas charcas, álamos blancos (chopos) y arroyos; una zona que en el momento en que se levantó la ermita y apareció la imagen pudo denominarse con este término.

### Leyenda
La leyenda de la Virgen de Salcedón cuenta que mientras unos pastores andaban en el campo se les apareció la imagen de la virgen. Esta, se sentó en una roca y se convirtió en la talla que conocemos hoy. Más tarde, los vecinos se la intentaron llevar al cercano pueblo de Aguilafuente para lo cual se cargó la imagen sobre un carro tirado por bueyes, sin embargo, los bueyes no pudieron tirar del carro, se quedaban atascados, se les hundían las patas a los animales y las ruedas del carro. Este hecho fue interpretado como un mensaje de la virgen, que no quería que la trasladasen del lugar donde se había aparecido por lo que la imagen se quedó en ese lugar, sobre el cual se construyó una ermita, la que es en la actualidad la ermita de Nuestra Señora de Salcedón.

### Análisis artístico
Se trata de una talla de bulto redondo, difícil de datar (en torno al s. XII). Está realizada en madera policromada y se conserva en la ermita de Nuestra Señora de Salcedón, ermita a la que presta su nombre.
La imagen representa a la Virgen con el niño, este tipo de representaciones son muy comunes en la Edad Media y aunque al principio pretenden relegar la imagen de María como madre de Jesús (al que representan con rasgos adultos) con el tiempo le van a ir concediendo una mayor importancia a la Virgen.
En este caso, la virgen aparece sentada en un trono vestida con un traje dorado y un manto azul que sale desde su cabeza y cae cubriendo la parte derecha de su cuerpo hasta llegar a la parte frontal, creando una serie de pliegues sobre las rodillas que hacen un cierto contraste con la luz y aportan dinamismo a la imagen, contrastando con las líneas regulares y rectas del resto de la talla.
Asimismo, la Virgen tiene en la mano izquierda una flor. Normalmente las esculturas de estos siglos se suelen representar con una serie de objetos muy característicos y simbólicos. En este caso, las primeras vírgenes suelen llevar en su mano una manzana que con el tiempo pasa a ser una flor, ambas representaciones aparte de ser decorativas están cargadas de un fuerte simbolismo y aluden al paraíso.
El niño aparece sobre la rodilla izquierda de su madre, de pie y con el rostro girado, mirándola. Tiene rasgos infantiles, aunque se trata de un niño pequeño sin llegar a ser un bebé. El hecho de que no sea representado como un niño muy pequeño se hace para remarcar la importancia de Jesús, incluso en este caso en que se le representa como a un niño, como hombre. En su mano izquierda lleva una bola del mundo mientas que la derecha aparece levantada en aptitud de bendecir, una forma muy común en las tallas de esta época. Viste un traje dorado similar al de la virgen, para no crear un contraste entre la imagen de la virgen y el niño. Este hecho de que los colores de sus ropajes sean similares podría relacionarse con un intento del autor de la talla por establecer una conexión entre la virgen y el niño, algo que se remarca también en la mirada entre la madre y su hijo o cómo el brazo de la virgen rodea el cuerpo del niño. Durante la Edad Media las tallas de las vírgenes pasarán desde una imagen de María como mero trono en los que se sienta cristo, hasta concederle cada vez una mayor importancia a la virgen, que rodea con la mano o que establece una conexión con su hijo.
Por otra parte, las proporciones son tibiamente seguidas, de este modo nos encontramos con unas mano y cabeza, en el caso de la virgen, de un tamaño mayor. Este hecho no hay que relacionarlo con una falta de técnica del autor, sino que intenta realzar partes del cuerpo sobre las demás huyendo del realismo que caracterizará épocas estilísticas anteriores (arte Clásico) y posteriores (Renacimiento), aportando una importancia simbólica a las mismas. Las líneas más características son las verticales, que predominan en la talla (el brazo y mano de la virgen, el propio cuerpo del niño, las piernas de la virgen e incluso se vislumbran en los pliegues del vestido); no obstante, también tiene una marcada importancia la línea que se realiza entre la madre y el niño. Una línea inclinada que se genera con la mirada del niño hacia la madre y que se realza con la posición del brazo de Jesús.
En lo que se refiere al análisis del color, las dos figuras utilizan colores realistas en sus rasgos físicos (colores marrones para el pelo, carne rosada…) aunque cabe destacar los colores de sus vestidos puesto que utilizan para ellos el dorado y el azul. Esta elección de colores para los ropajes y manto de la virgen son muy comunes en la Edad Media y, sobre todo, en el Renacimiento. En ambos casos se trata de colores con una gran carga simbólica, el primero está relacionado con la riqueza por su relación cromática con el oro. En el segundo caso, el azul era un color difícil de conseguir, que a menudo se obtenía con minerales procedentes de Asia Menor por lo que era un tono muy caro y exclusivo que solo se podía emplear en superficies y tallas muy especiales, como en este caso, para el manto de la Virgen. Además, cabe destacar que los colores dorado-naranja y azul son opuestos, se realzan más si se ponen juntos, esto, unido al hecho de que con la pintura se consigan detalles (como el remate que se hace en dorado en el manto de la virgen) nos empujan a pensar que el autor de la talla conocía las artes plásticas, que el tratamiento de la pintura de la talla no fue casual.
Debido a las características anteriormente citadas, esta escultura es difícil de inscribir en un estilo artístico concreto puesto que mezcla características románicas (como son la frontalidad de la composición, la talla en madera, las proporciones y el simbolismo o el propio tema de la composición); junto con otras que son propias del gótico (la simetría de la composición se rompe al estar la imagen del niño sobre la rodilla izquierda, se huye de la representación de María como trono al rodear el cuerpo de su hijo con el brazo así como el niño se representa mirando a su madre)
En la actualidad, la imagen suele ser vestida con mantos de diferentes colores, bordados, que se posan sobre su cabeza, coronas de metales preciosos y vestidos; fruto de las diferentes donaciones que los fieles han hecho durante años a esta imagen.